# خيزراناوات
الخيزراناوات أو البامبوسية (بالأنجليزية : Bambuseae) هي القبيلة الأكثر تنوعاً من نبات الخيزران (بامبو) في أعشاب فصيلة النجيلية. وتتكون من أنواع خشبية فيالمناطق المدارية ، بما في ذلك بعض أنواع البامبو العملاقة . وهي مجموعة شقيقة لخيزران قبيلة (Olyreae) العشبية الصغيرة التي تقطن المناطق الاستوائية ، في حين أنها أكثر بعداً عن قبيلة (Arundinarieae) خيزران الخشبية التي تقط المناطق المعتدلة.
يتم وضع 68 من أجناسها في سبعة عُميرات (قُبيلات): 
- العُميرة Melocanninae :
Cephalostachyum ، Davidsea ، Dendrochloa ، Melocanna ، Neohouzeaua ، Ochlandra ، Pseudostachyum ، Schizostachyum ، Stapletonia ، Teinostachyum
- العُميرة Hickeliinae :
Cathariostachys ، Decaryochloa ، Hickelia ، Hitchcockella ، Nastus ، Perrierbambus ، Sirochloa ، فاليها
- العُميرة Bambusinae :
Bambusa ، Bonia ، Cyrtochloa ، Dendrocalamus ، Dinochloa ، Fimbribambusa ، Gigantochloa ، Greslania ، Holttumochloa ، Kinabaluchloa ، Maclurochloa ، Melocalamus ، Mullerochloa ، Nianhochloa ، Neololeba ، Neomicrocalamus ، Oreobambos ، Oxytenanthera ، Parabambusa ، Phuphanochloa ، بينغا ، Pseudobambusa ، Pseudoxytenanthera ، Soejatmia ، Sphaerobambos ، Temburongia ، Temochloa ، Thyrsostachys ، Vietanamosasa
- العُميرة Racemobambosinae :
Racemobambos
- العُميرة Chusqueinae :
تشوسكيا
- العُميرة Guaduinae :
Apoclada ، Eremocaulon ، Guadua ، Olmeca ، Otatea
- العُميرة Arthrostylidiinae :
Actinocladum ، Alvimia ، Arthrostylidium ، Athroostachys ، Atractantha ، Aulonemia ، Cambajuva ، Didymogonyx ، Elytrostachys ، Filgueirasia ، Glaziophyton ، Merostachys ، Myriocladus ، Rhipidocladum